# ジョゼフ・ラグルズ・ウィルソン
ジョゼフ・ラグルズ・ウィルソン・シニア（Joseph Ruggles Wilson, Sr.、1822年2月28日 - 1903年1月21日）は、アメリカ合衆国の長老派教会牧師。大統領ウッドロウ・ウィルソンの父である。
1844年、キャノンズバーグのジェファーソン大学（現在のワシントン・アンド・ジェファーソン大学）を卒業した。ワシントン・アンド・ジェファーソン大学でbelles-lettresを教えていた。ハンプデン・シドニー大学に教授として採用され、スタントンで息子ウッドロウ・ウィルソン誕生直前に学校を去った。同地で、ストーントン長老派教会の牧師となり、1855年から1857年まで務めた。1857年後半、義兄弟ジェームズ・ウッドロウの結婚式の後、家族でオーガスタに引っ越し、長老派牧師として活動を続けた。
1903年に死亡した。

## 子供
- ウッドロウ・ウィルソン - 米大統領
- ジョゼフ・ラグルズ・ウィルソン・ジュニア（1867年 - 1927年） -  Nashville Banner の編集者
- アン・E・ウィルソン・ハウ[6]